# Kramsnö

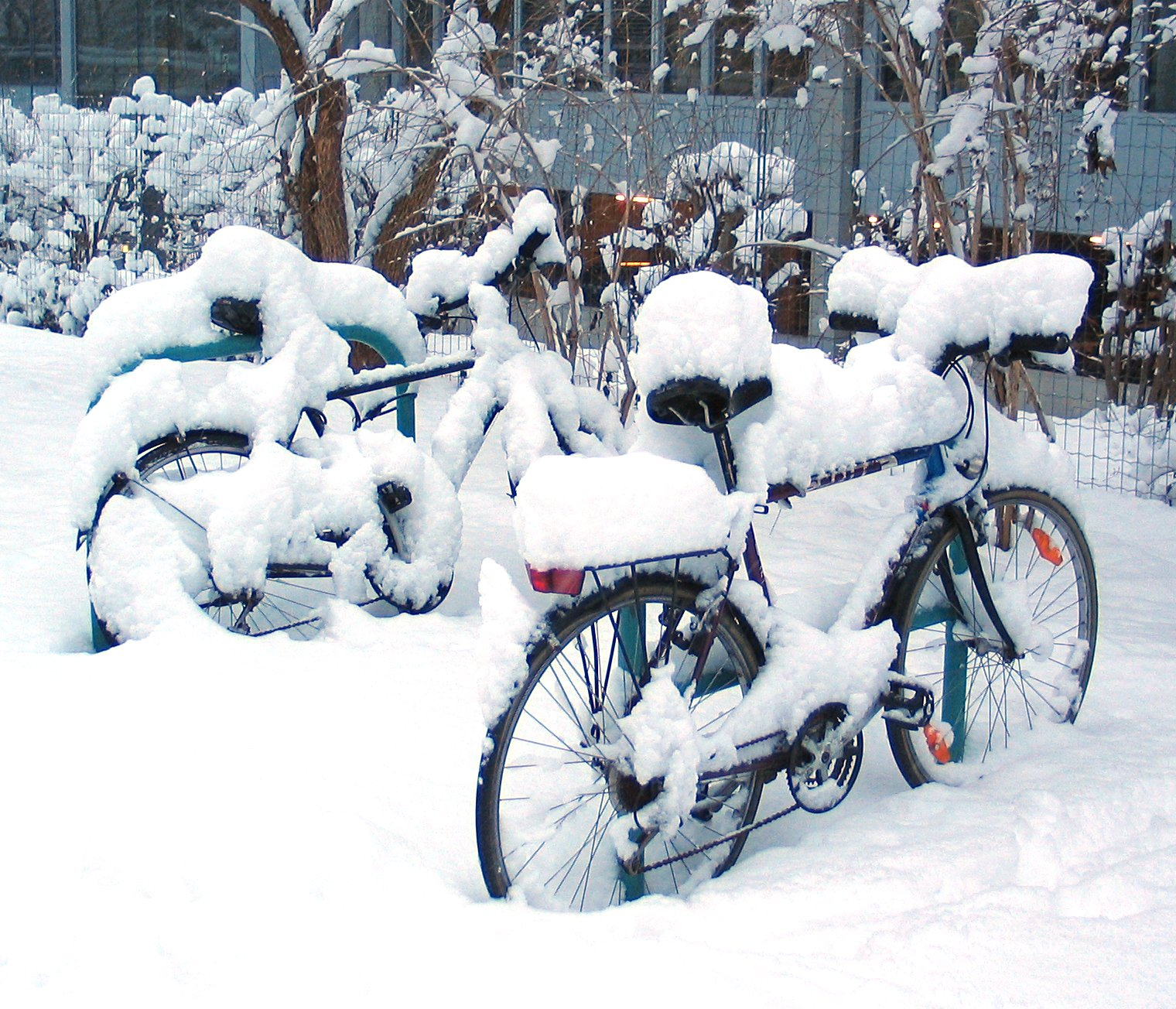
Cyklar i kramsnö nära universitetet i Graz i Österrike, december 2005.

Kramsnö är formbar snö, ofta nysnö, som är mjuk, fast och fuktig, ibland rent av vattnig. Den bildas när lufttemperaturen är noll eller något över noll grader Celsius. Denna snö kan användas för att skapa snöbollar, snögubbar och snölyktor.
Iskristaller har ytterst ett tunt lager som beter sig mer som vätska än som fast is, och detta lager blir tjockare ju närmare temperaturen är 0°C. När två iskristaller kommer i kontakt med varandra fryser delar av detta halvflytande ytskikt, vilket leder till att starka bindningar bildas mellan dem. Ju varmare det är (men fortfarande under fryspunkten), desto kraftigare blir dessa bindningar, eftersom det halvflytande lagret är tjockare. När man kramar snön pressas iskristallerna samman, vilket ökar kontaktytan och därmed gör bindningarna ännu starkare. Samtidigt skapas små deformationer i kristallerna som ytterligare bidrar till sammanhållningen.